# Lista de ilhas de Tuvalu

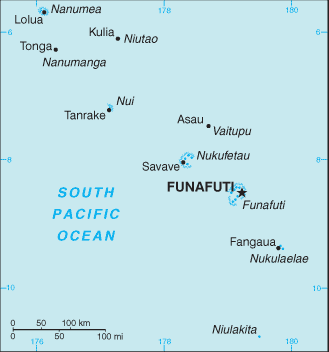
Distribuição das ilhas de Tuvalu

Esta lista contém as ilhas de Tuvalu.
- Amatuku
- Avalau
- Falaoigo
- Fale Fatu
- Fatato
- Fongafale
- Fuafatu
- Fuagea
- Fualefeke
- Fualopa
- Funafala
- Funamanu
- Luamotu
- Mateika
- Motugie
- Motuloa
- Mulitefala
- Nukusavalevale
- Papa Elise
- Pukasavilivili
- Te Afuafou
- Te Afualiku
- Tefala
- Telele
- Tengasu
- Tepuka
- Tepuka Vili Vili
- Tutanga
- Vasafua